# شاهد ۱۳۶
هسا شاهد ۱۳۶، که در روسی با نام ژرانیوم ۲ (به روسی: Герань-۲) نیز شناخته می‌شود، یک پهپاد انتحاری ایرانی است که از سال ۲۰۲۱ توسط شرکت صنایع هواپیماسازی ایران (هسا) ساخته شده است. این پهپاد در اصل برای خنثی کردن اهداف زمینی از راه دور طراحی شده است.
در سال ۲۰۲۱، روزنامه اسرائیلی جروزالم پست نوشت که ایران راه جدیدی برای پرتاب پهپادها از طریق پرتاب‌های چندگانه یا انبوه ایجاد کرده است. ازدحام پهپادها فناوری جدیدی است که در آن از چندین پهپاد برای حمله به هدفی استفاده می‌شود که می‌تواند بر پدافند هوایی دشمن غلبه کند.
پهپاد شاهد-۱۳۶ به‌عنوان یکی از سلاح‌های "تغییردهنده معادلات" در جنگ‌های مدرن شناخته می‌شود. این پهپاد با ترکیبِ هزینه بسیار پایین (حدود ۲۰ هزار دلار)، برد بلند (تا ۲۵۰۰ کیلومتر) و قابلیت حمل کلاهک‌های مؤثر، نوع جدیدی از تهدیدات نامتقارن را رقم زده است. توانایی آن در نفوذ به سامانه‌های پدافندی پیشرفته و هدف‌گیری زیرساخت‌های حیاتی به‌صورت انبوه، آن را به ابزاری استراتژیک تبدیل کرده است که حتی ارتش‌های پیشرفته را نیز با چالش‌های جدی مواجه می‌سازد. گزارش‌های میدانی از جنگ اوکراین حاکی از آن است که این پهپاد تأثیری قابل‌توجه بر جنگ اقتصادی و ابعاد روانی نبرد گذاشته است.

## طراحی
شاهد ۱۳۶ یک پهپاد انتحاری است. طول این پهپاد ۳٫۵ متر، وزن آن ۲۰۰ کیلوگرم و حداکثر سرعت آن ۱۸۵ کیلومتر بر ساعت است. برد آن نیز طبق گفته‌های منابع ایرانی ۲۰۰۰ کیلومتر است. همچنین طول بال‌های این پهپاد ۲٫۵ متر است. طراحی این پهپاد توسط صنایع هوایی شاهد انجام شده؛ اما شرکت سازنده آن هسا است. قیمت این پهپاد طبق برآوردهای مختلف از ۲۰ هزار دلار تا ۵۰ هزار یورو برای هر فروند تخمین زده شده است.
شرکت کنترون که بعدها به دنل داینامیکس تغییر نام داد در دهه ۱۹۸۰ پهپاد سرگردان ARD-10 را برای نیروی دفاعی آفریقای جنوبی توسعه داد، اما با پایان جنگ‌های مرزی آفریقای جنوبی وارد خدمت نشد. کنترون طرح‌ها را به صنایع هوافضای اسرائیل فروخت که از آنها برای توسعه پهپاد هارپی استفاده کرد که اولین بار در سال ۱۹۸۹ آزمایش شد. این طرح‌ها در سال 2005-۲۰۰۴ به سازمان صنایع هوایی ایران فروخته شد و توسط صنایع هوایی شاهد برای توسعه شاهد ۱۳۱ و شاهد ۱۳۶ استفاده شدند.

### سردرگمی با شاهد ۱۳۱
شاهد ۱۳۶ از نظر بصری بسیار شبیه به مدل کوچک‌تر شاهد ۱۳۱ است و عمدتاً به‌لطف تثبیت‌کننده‌های نوک بال آن که برخلاف شاهد ۱۳۱ که فقط به سمت بالا است، به سمت بالا و پایین گسترش می‌یابند نسبت به آن قابل شناسایی است. شاهد ۱۳۱ از سامانه ناوبری اینرسیایی (INS) و رهیاب با اقدام مقابل الکترونیکی بهره می‌برد که ممکن است در شاهد ۱۳۶ نیز وجود داشته باشند.

### مدل B و توربوجت
در رژه عمومی نیروهای مسلح ایران در شهریور ماه 1403 دو مدل دیگر از این پهپاد رونمایی شد ؛ یک مدل با همان بدنه اصلی با تفاوت اینکه به‌جای موتور پیستونی از موتور مینی جت استفاده شده بود.
در مدل B  هم تغییرات بسیار گسترده در بدنه و افزودن رادار به خود پهپاد مورد توجه قرار گرفت.
این پهپاد از یک‌پیشران الکتریکی و سامانه الکترواپتیکی منصوب بر دماغه برخوردار است که تصاویر را هم‌زمان به کاربر خود ارسال می‌کند. این پهپاد با سرعت ۱۲۰ تا ۲۵۰ کیلومتر در ساعت پرواز کرده و برد آن تا چند صد کیلومتر (حداکثر فاصله ارتباطی ممکن با کاربر زمینی) است.بر اساس مشخصاتی که از پهپاد شاهد ۱۳۶ B منتشر شده، این پهپاد دارای برد ۲۵۰۰ کیلومتر و کلاهک ۵۰ کیلوگرمی است با در نظر گرفتن سرعت تقریبی این پهپاد برای رسیدن به بیشترین برد خود بین ۱۶ تا ۲۰ ساعت باید پرواز کند.

### اقتباس‌ها

#### ترکیه
شرکت «رابیت تکنولوژی» ترکیه در فروردین ۱۴۰۲ از یک پهپاد انتحاری به نام «عذاب» پرده برداشت که به ادعای برخی از کارشناسان یک اقتباس از پهپاد شاهد ۱۳۶ است. با این حال، یک منبع در شرکت رابیت تکنولوژی در مصاحبه با الجزیره مدعی شد که ساختار این پهپاد با پهپادهای انتحاری ایرانی متفاوت است.

#### چین
در سال ۲۰۲۳، چین در یک نمایشگاه نظامی روسیه یک پهپاد به نام «آفتاب گردان ۲۰۰» رونمایی کرد که گفته می‌شود اقتباسی از از پهپاد شاهد ۱۳۶ است. این پهپاد انتحاری چینی ۱۷۵ کیلوگرم وزن دارد و برد آن ۱۵۰۰ تا ۲۰۰۰ کیلومتر است و بدنه ۳٫۲ متر و طول بال ۲٫۵ متر دارد.

#### ایالات متحده آمریکا
ایالات متحده یک سیستم پهپادی جدید به نام «لوکاس» (LUCAS - سیستم تهاجمی رزمی بدون سرنشین کم‌هزینه) معرفی کرده است که به عنوان یک نمونه مقرون به صرفه و کاربردی از روی پهپاد ایرانی شاهد-۱۳۶ ایرانی ساخته شده است.

## تاریخچه عملیاتی

### جنگ داخلی یمن
ایران پهپادهای شاهد ۱۳۶ را در اختیار حوثی‌های یمن نیز قرار داده است و حوثی‌ها در دی ۱۳۹۹ تعدادی از این پهپادها در مناطق تحت کنترل خود مستقر کرده‌اند. با این حال، واشینگتن‌پست بعدها مدعی شد که پهپادهای مورد استفاده در این حمله از انواع دیگر بوده‌اند.

### جنگ اوکراین و روسیه
با حضور این پهپادها در جنگ اوکراین و روسیه این پهپاد بیش از پیش شناخته شد. روسیه نام این پهپاد را به ژرانیوم-۲ تغییر داده است. ایران در تمامی بیانیه‌های رسمی خود فروش پهپاد را به روسیه رد کرده است اما حسین سلامی فرمانده سپاه پاسداران اعلام کرد که قدرت‌های برتر نظامی از تجهیزات نظامی ساخت ایران استفاده می‌کنند. در اتفاقی بی‌سابقه اوکراین یک هواپیمای میگ ۲۹ خود را در جریان سرنگون کردن یک فروند شاهد از دست داد. این موضوع از آن جهت مورد توجه قرار گرفت که یک فروند میگ حدود ۲۰ میلیون دلار و یک فروند شاهد تنها به قیمت حدود ۲۵ هزار دلار تولید شده است. گفته می‌شود شدت انفجار این پهپاد باعث شده است خلبان کنترل جنگنده از دستش خارج شود و جنگنده سقوط کند
سربازان اوکراینی ادعا می‌کنند صدای این پهپادها از چندین کیلومتر دورتر شنیده می‌شود و در برابر شلیک سلاح‌های سبک آسیب‌پذیر هستند. در این رابطه ویدئوهایی منتشر شده است که مردم غیرنظامی اوکراین با سلاح‌های سبک خود در حال تلاش برای سرنگونی این پهپادها هستند. اما وزیر امور داخلی اوکراین به غیرنظامیان گفته است که از تلاش برای سرنگونی این پهپادها با سلاح شخصی خود دست بردارند و از آن‌ها خواسته است که «موضوع را به افسران مجری قانون و ارتش بسپارند». مقامات اوکراینی اعلام کرده‌اند که بیش از ۲۲۰ فروند از این پهپادها را تا ۱۳ سپتامبر ۲۰۲۲ سرنگون کرده‌اند.
کارشناسان اوکراینی معتقدند که شاهد ۱۳۶ دارای قطعات تولیدشده در کشورهای غربی است و از یک پردازندهٔ کامپیوتری ساخته شده توسط شرکت آمریکایی آلترا، ماژول‌های آراف ساخت شرکت آنالوگ دیوایسز و تراشه‌های ال‌دی‌اُ ساخت شرکت مایکروچیپ استفاده می‌کند. بررسی پهپادهای سرنگون‌شده در حملهٔ روسیه به اوکراین نشان داد که این پهپاد همچنین دارای قطعات تولیدشده در کشورهای عضو اتحادیهٔ اروپا مانند پردازندهٔ TMS320 و پمپ سوخت ساخت لهستان به نمایندگی از شرکت بریتانیایی تی‌آی فلوید است.

### سوریه ۲۰۲۲
ارتش آمریکا بر این باور است که گروه‌های متحد ایران از شاهد ۱۳۶ در اوت ۲۰۲۲ علیه پایگاه نظامی تحت کنترل آمریکا در التنف در قلمرو تحت کنترل معارضان سوری در صحرای سوریه استفاده کرده‌اند.

### حملات ۱۴۰۱ سپاه پاسداران به اقلیم کردستان
در طول خیزش ۱۴۰۱ ایران و حمایت احزاب کرد مخالف جمهوری اسلامی از اعتصابات و اعتراضات داخل ایران، سپاه پاسداران با استفاده از این پهپادها مواضع و پایگاه‌های مخالفان کرد ایرانی را مورد هدف قرار داد. همچنین یکی از پهپادهای ایرانی که به سمت اربیل در حال حرکت بود، توسط هواپیمای جنگنده اف-۱۵ آمریکایی سرنگون شد. محمد باقری، فرمانده ستاد کل نیروهای مسلح ایران سرنگونی پهپاد ایرانی را تأیید کرد و ایالات متحده آمریکا را به گرفتن انتقام تهدید کرد. سپاه اعلام کرده است که این حملات تا خلع سلاح کامل این احزاب ادامه خواهد داشت.

### جنگ ایران و اسرائیل
در حمله ۱۳ آوریل 1403ایران به اسرائیل از ۱۷۰ فروند شاهد ۱۳۶ استفاده شد.  این پهپادها با موفقیت از حریم هوایی اسرائیل عبور کردند  و 

## بازتاب‌ها
- اوکراین بعد از حضور گسترده این پهپاد روابطش را با ایران کاهش داد. همچنین وزیر امور خارجه اوکراین درخواست کرد که اوکراین روابطش را با ایران به‌طور کامل قطع کند.[۳۲]
- حسین امیرعبداللهیان وزیر خارجه ایران فروش پهپاد به روسیه را رد کرد و اعلام کرد که دیپلماسی بهترین راه حل برای پایان دادن به جنگ اوکراین است همچنین اعلام کرد که اوکراین سندی دربارهٔ استفاده از پهپادهای ایرانی در جنگ ارائه کند[۳۳]
- اتحادیه اروپا اعلام کرد فروش پهپاد به روسیه توسط ایران ناقض قطعنامه ۲۲۳۱ شورای امنیت است و تحریم علیه ایران را بررسی می‌کند.[۳۴]
- سید علی خامنه‌ای رهبر جمهوری اسلامی ایران در واکنشی غیر مستقیم گفت: «می‌گفتند تصاویر پهپادهای ایرانی فتوشاپ است؛ حالا می‌گویند خطرناک است».[۳۵]
- وزارت خارجه آمریکا اعلام کرد تعمیق روابط ایران و روسیه خطرناک است. البته پنتاگون اعلام کرد که نمی‌تواند تأیید کند که پهپادهای استفاده شده توسط روسیه ساخت ایران است.
- ولودیمیر زلنسکی اعلام کرد که استفاده روسیه از پهپاد ایرانی نشانه ورشکستگی سیاسی و نظامی این کشور است.
- سخنگوی کرملین اعلام کرد که اطلاعاتی در خصوص خرید پهپاد از ایران نداریم و این موضوع در حیطهٔ وظایف وزارت دفاع است.[۳۶]
- روزنامه واشینگتن پست که پیش از آن اعلام کرده بود که روسیه از کیفیت پهپادهای ایرانی راضی نیست، با تأیید نقش گسترده آن در جنگ روسیه و اوکراین به تأثیر گذاری آن اعتراف نمود.[۳۷]
- روزنامه وال‌استریت جورنال اعلام کرد که پهپادهای ایرانی خسارات گسترده‌ای به زیرساخت‌های اوکراین وارد کرده است.[۳۸]
- حشمت‌الله فلاحت‌پیشه نماینده سابق مجلس شورای اسلامی در مصاحبه با روزنامه شرق چاپ تهران اعلام کرد که خبر تحویل پهپاد ایرانی را خود روس‌ها منتشر کردند تا ایران را شریک جرم و تحریم کنند.[۳۹]
- روزنامه جروزالم پست چاپ اورشلیم اعلام کرد که پهپاد ایرانی شاهد۱۳۶ تغییر دهنده نتیجه بازی است.[۴۰]
- ناتو اعلام کرد برای مقابله اوکراین با پهپادهای ایرانی پدافند ضدهوایی ارسال می‌کنیم
- مجری شبکه آلمانی ولت اعلام کرد که فکر نمی‌کردم صنعت پهپادی ایران در این حد پیشرفته است که بتوانند به روسیه پهپاد صادر کنند.
- ایلان ماسک مدیرعامل اسپیس ایکس با انتشار تصویری از شاهد ۱۳۶ در توییتر نوشت: «جنگ پهپادی اول».[۴۱][۴۲]
- یورونیوز خبرگزاری وابسته به اتحادیه اروپا در گزارشی این پهپاد را «کلاشینکف دنیای پهپادها» نامید.[۴۳]
- دونالد ترامپ، رئیس‌جمهور وقت ایالات متحده آمریکا، با تحسین پهپادهای ساخت ایران، آن‌ها را «خوب، سریع، کشنده و ترسناک» توصیف کرد و از شرکت‌های آمریکایی خواست پهپادهایی با قابلیت‌ و قیمتی مشابه نمونه‌های ایرانی تولید کنند. او در این‌باره گفت: «به یک شرکت آمریکایی گفتم می‌خواهم پهپادهایی مانند آنچه در ایران ساخته می‌شود داشته باشم؛ پهپادهایی عالی که تنها ۳۵ تا ۴۰ هزار دلار قیمت دارند. دو هفته بعد، آن‌ها پهپادی به من نشان دادند که ۴۱ میلیون دلار هزینه داشت! به آن‌ها گفتم منظورم این نبود!»[۴۴][۴۵]

## کاربران
- ایران
- روسیه
- حوثی‌ها

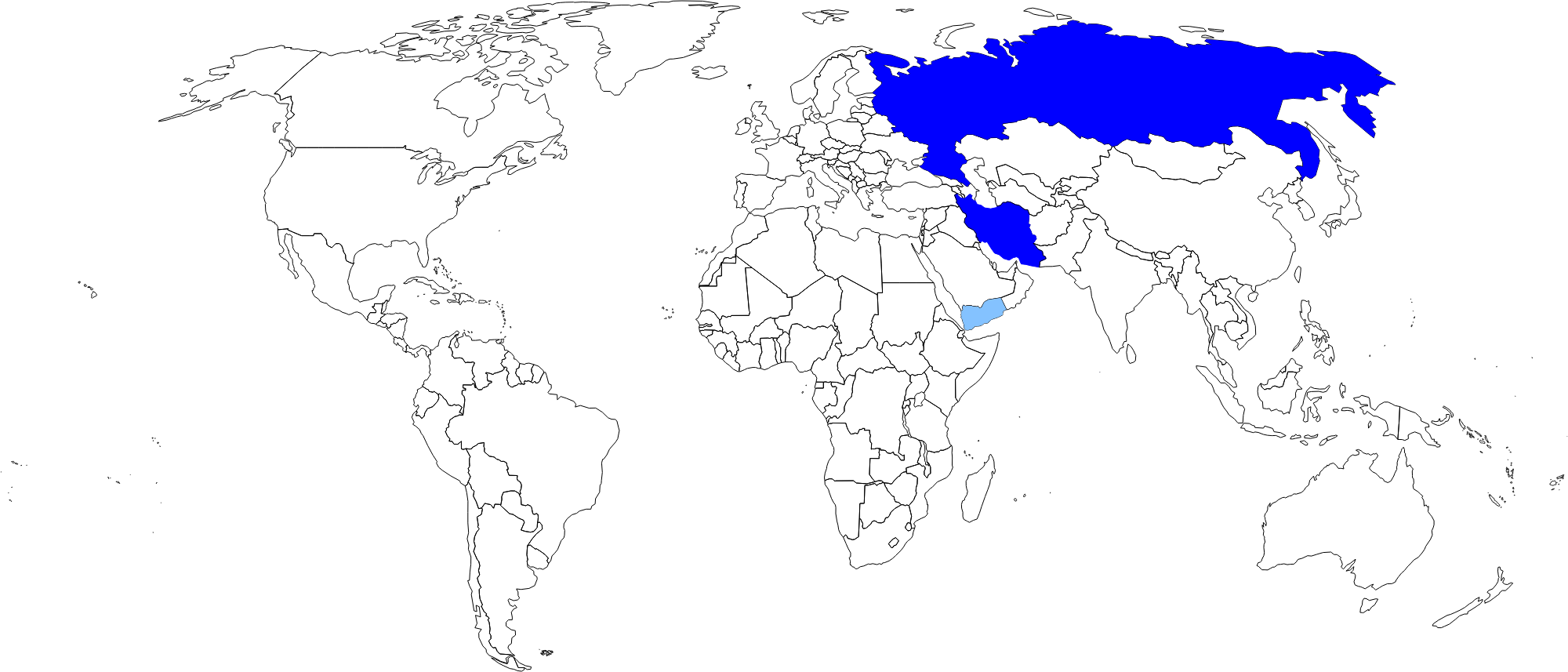
آبی پررنگ: کشورهای استفاده‌کننده آبی کمرنگ: کاربران غیردولتی (شبه نظامی)

پهپادها همچنین در گومل، بلاروس و در کارخانه تولید پهپاد یلابوگا تولید خواهند شد.